# Добрякова, Кира Тимофеевна
Добрякова Кира Тимофеевна (4 мая 1945 года, Ленинград) — советский и российский театральный художник, сценограф.

## Происхождение
Родители — блокадники, фронтовики (ветераны ВОВ). Отец — Балыковский Тимофей Иванович. Мать — Добрякова Евдокия Федоровна.

## Детство и образование
С 1963 по 1966 гг. занималась в изостудии ДК им. Капранова (г. Ленинград). Руководитель О. А. Сидлин.
В 1971 г. окончила Ленинградский государственный институт театра, музыки и кинематографии (ЛГИТМиК), театрально-постановочный факультет. Училась в классе народного артиста СССР, профессора Н. П. Акимова и заслуженного деятеля искусств — Д. В. Афанасьева.

## Карьера
С 1974 г. — Член Союза театральных деятелей России (ВТО).
С 1978 г. — Член Союза Художников России.
Работала со многими известными театральными режиссёрами (А. А. Блинов, А. Ю. Хайкин, Я. М. Киржнер, Р. С. Агамирзян, С. Я. Спивак, И. П. Владимиров, А. А. Белинский, Л. Я. Стукалов).
Сотрудничала в качестве художника-постановщика спектакля и художника-постановщика по костюмам с театрами страны в городах: Ленинград — Санкт-Петербург, Свердловск, Курск, Омск, Ижевск, Псков, Саратов, Иваново и других.
Оформила свыше 70 спектаклей.
Сценография:
- 1970 г. — «Гроза». А. Н. Островский.
- 1972 г. — «Женитьба Бальзаминова». А. Н. Островский.
- 1973 г. — «Мой бедный Марат». А. А. Арбузов.
- 1974 г. — «Свидание в предместье». А. В. Вампилов.
- 1974 г. — «Романтики». Э. Ростан.
- 1974 г. — «В списках не значился». Б. Л. Васильев.
- 1977 г. — «Оборотень». А. Китцберг.
- 1980 г., 1988 г. — «Лягушки». Аристофан.
- 1980 г. — «Провинциальные анекдоты». А. В. Вампилов.

Костюмы:
- 1982 г. — «Генерал Серпилин». К. М. Симонов.
- 1988 г. — «Собачье сердце». М. А. Булгаков.[3]
- 1990 г. — «Чайка». А. П. Чехов.
- 1991 г. — "Трамвай «Желание». Т. Уильямс.

1980—1991 гг. — Предоставляла графические работы для «Всесоюзной художественной лотереи» (Министерство культуры).

## Выставки
- 1977 г. — «Искусство принадлежит народу». Юбилейная выставка. ЦВЗ «Манеж», Ленинград.
- 1979 г. — «Всесоюзная выставка художников театра и кино». ЦВЗ «Манеж», Москва.
- 1981 г. — Персональная выставка. Ленинградский государственный музей театрального и музыкального искусства.
- 1981 г. — Персональная выставка. Государственный художественно-архитектурный музей-заповедник «Петергоф». Павильон «Оранжерея».
- 1985 г. — «От съезда к съезду». Ленинградский государственный музей театрального и музыкального искусства.
- 1986 г. — «Сказки глазами художников». Летний сад. Павильон «Чайный домик». Ленинград.
- 1987 г. — «Всесоюзная выставка художников театра и кино». ЦВЗ «Манеж», Москва.
- 1988 г. — Юбилейная выставка к 190-летию А. С. Пушкина. Всесоюзный музей А. С. Пушкина. Ленинград, наб. р. Мойки, д. 12.
- 1988 г. — «Акимов и его ученики». ЦВЗ «Манеж». Ленинград.[4]
- 1998 г. — Юбилейная выставка Союза художников Санкт-Петербурга, Б. Морская ул., д. 38.
- 1998 г. — Выставка, посвященная 200-летию А. С. Пушкина. Союз художников. Санкт-Петербург, Б. Морская ул., д. 38.
- 2001 г. — Выставка художников театра и кино. «От замысла к воплощению». СХ СПб, Б. Морская ул., д. 38.
- 2009 г. — Персональная выставка. Дворец работников искусств им. Станиславского (СТД), Петербург.[5]
- 2013 г. — Персональная выставка. Выставочный центр СХ СПб, Морская ул. д.38.[6][7]
- 2014 г. — Художники А. Н. Островского. Выставочный центр, Кострома.[8][9]
- 2016 г. — Выставка. «Необычайные приключения на волжском пароходе». Самарский литературно-мемориальный музей им. М. Горького.[10]

Эскизы декораций, костюмов хранятся в фондах следующих музеев:
- Санкт-Петербургский государственный музей театрального и музыкального искусства.
- Государственный центральный театральный музей им. А. А. Бахрушина, г. Москва.
- Всероссийский музей А. С. Пушкина. С.-Петербург, наб. р. Мойки, д. 12.[11]
- Культурный центр А. Вампилова, г. Иркутск.
- Государственный музей истории Российской литературы им. В. И. Даля, г. Москва.
- ЦГАЛИ — Санкт-Петербург.

- Государственный мемориальный и природный музей-заповедник А. Н. Островского «Щелыково».
- Тихвинский мемориальный филиал. Государственный дом-музей Н. А. Римского-Корсакова, г. Тихвин.
- Литературный мемориальный музей А. П. Гайдара, г. Арзамас.
- Российский мемориальный музей-заповедник В. М. Шукшина, село Сростки.
- Дом-музей Т. Н. Хренникова, г. Елец.
- Самарский литературно-мемориальный музей им. М. Горького.
- Музей М. А. Булгакова, г. Москва.[3]
- Городской исторический музей, г. Горячий Ключ.

Сведения о наличии работ в музеях имеются на сайте Государственного каталога Музейного фонда Российской Федерации (живопись, графика).
Графические работы, основной жанр — «Натюрморт с цветами», находятся в частных собраниях следующих стран: США, Канада, Франция, Италия, Швеция, Израиль и других.
Выпущены следующие авторские издания:
- 2008 г. — Каталог выставки. К. Добрякова. (СТД).
- 2011 г. — Альбом «Кира Добрякова — художник театра». ISBN 978-5-986-35-044-8.[2][13]
- 2013 г. — Альбом «Кира Добрякова — художник театра». Издание второе. Исправленное и дополненное. ISBN 978-5-986-35-044-8.[14][15]
- 2020 г. — Автобиографическая книга-изоальбом "Кира Добрякова. «Пыльца времени». ISBN 978-5-986-35-112-4.
- 2021 г. — Буклет "Кира Добрякова "О Доме творчества СХ СССР «Горячий Ключ».

Издания находятся в фондах крупных библиотек Москвы и Санкт-Петербурга.